# Марія Кастро
Марія Кастро (ісп. María Castro Jato; нар. 30 листопада 1981, Віго, Іспанія) — іспанська акторка театру і кіно.

## Біографія
Марія Кастро народилася 30 листопада 1981 року у Віго. З 6 до 18 років займалася художньою гімнастикою. Закінчила факультет фізичної культури та спорту Університету Віго.

## Фільмографія
| Рік       |   | Українська назва                  | Оригінальна назва        | Роль                                     |
| --------- | - | --------------------------------- | ------------------------ | ---------------------------------------- |
| 1995—2006 | с | Комбіновані страви                | Pratos combinados        | Paula Barreiro                           |
| 2002—2005 | с | Проспект Америки                  | Avenida de América       | Sara                                     |
| 2006—2007 | с | СМС, без страху мріяти            | SMS, sin miedo a soñar   | Lucía Jimeno                             |
| 2006      | с | Серрано                           | Los Serrano              | María                                    |
| 2006      | с | Вони і представниці слабкої статі | Ellas y el sexo débil    | Invitada                                 |
| 2006      | с | Шоу Тонехос                       | O show dos Tonechos      | María                                    |
| 2007      | с | Росіо, майже мати                 | Rocío, casi madre        | María                                    |
| 2008—2009 | с | Без грудей немає раю              | Sin tetas no hay paraíso | Jessica del Río                          |
| 2009      | с | Куля для короля                   | Una bala para el Rey     | Laura                                    |
| 2010—2014 | с | Земля вовків                      | Tierra de lobos          | Elena Valdés                             |
| 2013      | ф | Запалювання                       | Combustión               | Julia                                    |
| 2013—2014 | с | Живий спів                        | Vive cantando            | María Trinidad «Trini» Almagro López     |
| 2013      | с | Зал                               | Salaó                    | Sagrario                                 |
| 2013      | с | Аїда                              | Aída                     | Leticia                                  |
| 2014      | с | Анна Кареніна                     | Anna Karenina            | Varenka                                  |
| 2015—2017 | с | Шість сестер                      | Seis hermanas            | Francisca Silva                          |
| 2017—2018 | с | Вона твій батько                  | Ella es tu padre         | Carmen Weiller                           |
| 2018—2019 | с | Любов назавжди                    | Amar es para siempre     | Ana López Rayos / Natalia Medina Alcázar |